# 強敵あらわる
『強敵あらわる』（Old Rockin' Chair Tom、1948年9月18日）は、「トムとジェリー」の作品の一つ。日本においては現在パブリックドメインとなっている。

## スタッフ
- 監督 - ウィリアム・ハンナ　ジョセフ・バーベラ
- 製作 - フレッド・クインビー
- 作画 - ケネス・ミューズ　エド・バージ　レイ・パターソン　アーヴン・スペンス
- 音楽 - スコット・ブラッドリー

## 作品内容
お手伝いさんにいたずらするジェリーを今日も捕まえられなかったトム。呆れたお手伝いさんは『もう年だから引退ね』と見限り、新しいネコを飼うことにした。「Litening(イナズマ)」と呼ばれるそのネコは、文字通り電光石火のごとくジェリーを捕まえ、蹴飛ばして家の外に追い出してしまう。
イナズマはお手伝いさんの前では紳士的に振る舞うものの、裏では冷蔵庫の食べ物を食い散らかすネコだった。さらにイナズマはその濡れ衣をトムに着せた挙句、自らの手でトムを思い切り蹴飛ばし家から追い出してしまう。
怒り心頭のトムとジェリーは、自分たちの居場所を取り戻すために共闘を決意し、イナズマを家から追い出す作戦を立てる。こっそりと家に侵入した２人は早速、睡眠中のイナズマの体内に磁石を使って口からアイロンを入れる。目覚めたイナズマはジェリーを捕まえようとするが、トムの操る磁石によって自由に移動出来なくなり、引き寄せられてしまう。このような3匹のドタバタが続くうちに目を覚ましたお手伝いさんはまたしてもジェリーによるイタズラの標的に。急いで助けに向かうイナズマだったが、体中に入ったアイロンがトムの駆使する磁石に吸着して身動きが取れない。
全くネズミを捕まえられないイナズマに痺れを切らしたお手伝いさんは、ついに追い出したはずのトムヘ助けを懇願する。トムはジェリーを捕まえると､ジェリーをコテンパンにする芝居をしてお手伝いさんを喜ばせる。
この事がきっかけで役立たずと見なされ、家から追い出されることになったイナズマ。今度は恨みを晴らすためにトムがイナズマの尻を勢いよく蹴飛ばして追い出す。その際イナズマの尻の中に入っていたアイロンで足をケガしてしまうが、トムを見限った上冷蔵庫荒らしを疑ったことを謝るお手伝いさんから、お詫びの印としてカスタードパイをもらう。トムはそのパイをジェリーと共に仲良く分け合うのだった。
本作はトムとジェリーが最後まで仲良くする珍しい話である。

## 登場キャラクター
トム
お手伝いさんに老いぼれとして見切りをつけられ新入りのイナズマにジェリー共々追い出されてしまう。その後、ジェリーと協力してライトニング追放作戦を決行。ライトニングの役目を奪い「我が家のネコ」の座を取り戻し、ライトニングを追い出した。最後はお手伝いさんからカスタードパイをもらい、半分をジェリーに分け与えた。
ジェリー
トムと協力してイナズマを追い出す。お手伝いさんにイタズラを働き、わざとトムに捕まる芝居を行う。最後はカスタードパイをトムから半分もらった。
お手伝いさん
ネズミ捕獲に失敗してばかりいるトムを見限り、新しいネコとしてイナズマを飼い始める。イナズマが手癖の悪いネコである事を知らずにいたが、（トムとジェリーの策略にはまり）助けに来ないイナズマを役に立たないネコだと判断し、トムを再び迎え入れる。その後はトムに自らの非礼を詫び、パイを与えた。
イナズマ
トムの後継として迎えられた動きの素早いネコ。名前通り「稲妻」の如き敏捷性と手際の良さでジェリーをも素早く追い出してしまう。お手伝いさんには紳士的だが、隠れて冷蔵庫漁りをする上にその濡れ衣をトムに着せるなど性格は腹黒い。やがてトムとジェリーの策略にはまって体内にアイロンを入れられ、トムが操る磁石に吸着されて自由に動けなくなってしまい、お手伝いさんから見切りをつけられお役御免となった。

## 米国で問題のシーン
序盤にトムがおじいさんのようになるシーンでは英語版だと「take good care of poor old Uncle Tom.」（可哀想なトムおじさんの世話をしてやっておくれ。）というセリフが黒人差別について取り扱った小説『アンクル・トムの小屋』について言及されているためアメリカのカートゥーンネットワーク、ブーメランでの放送時には上記のセリフが「take good care of poor old Tom」（可哀想なトムの世話をしてやっておくれ。）と変更されている。